# Barão de Cabo Verde
Barão de Cabo Verde é um título nobiliárquico criado por D. Pedro II do Brasil por carta de 15 de junho de 1881, a favor de Antônio Belfort de Arantes.
Titulares
1. Antônio Belfort de Arantes (1804–1885);[1]
2. Luís Antônio de Morais Navarro (1831–1901).[2]